# That’s the Way It Is
That’s The Way It Is (с англ. — «Всё, как есть») — одиннадцатый студийный альбом американского певца Элвиса Пресли, вышедший в качестве звуковой дорожки к одноимённому документальному фильму 1970 года. Альбом не является собственно саундтреком, так как ни одна из версий песен фильма не вошла в альбом. Альбом занял 21-е место в американском хит-параде.

## Обзор

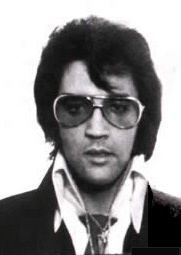
Элвис в 1970 году

Альбом явился следствием работы над первым документальным кинофильмом о Пресли — «Элвис: Всё, как есть», летом 1970 года. В фильме показано, как певец записывается в студии, проводит репетиции перед концертным сезоном и, наконец, как выступает на сцене перед публикой. Съёмки проходили в аудиостудиях MGM в Голливуде и в отеле «Интернациональ» в Лас-Вегасе во время третьего контрактного сезона Пресли. Всеобъемлющий характер фильма отразился в концепции альбома, в котором перемежаются как студийные, так и концертные версии песен.
В отличие от двух предыдущих студийных альбомов (From Elvis in Memphis и Back in Memphis), в That’s The Way It Is отсутствует соуловая окраска, и аранжировки композиций близки по духу к эстрадным пластинкам Энгельберта Хампердинка и Тома Джонса, на звучание которых Пресли в то время равнялся. Объёма, записанного в студии материала, хватило ещё на два альбома (Elvis Country и Love Letters from Elvis) и несколько неальбомных синглов.
RCA Records записало по меньшей мере пять концертов в третьем контрактном сезоне, если не все. В альбом, в отличие от фильма, не включены композиции, которые ранее уже вышли в том или ином виде (исключение сделано для «I’ve Lost You», студийная версия которой к тому времени вышла на сингле). Открывающая альбом «I Just Can’t Help Believin’» была в то время шлягером для Би-Джея Томаса, «You’ve Lost That Lovin’ Feelin’» была хитом 1965 года для The Righteous Brothers, а закрывающая «Bridge Over Troubled Water» только что вышла в исполнении Simon & Garfunkel (в конце песни были наложены аплодисменты, на самом деле это студийная версия).
В 2000 году вышло расширенное издание альбома, дополненное песнями с тех же студийных сессий и концертов; кроме того также был включён полностью концерт 12 августа 1970 года и различные дубли и репетиционные фрагменты.
Помимо этого, в силу большого интереса среди поклонников к этому периоду творчества, были выпущены полностью другие концерты этого сезона (Live in Las Vegas — 2-й диск с концертом 11.08.70; One Night in Vegas — концерт 10.08.70), а также студийные дубли (A Hundred Years from Now и The Nashville Marathon). В 2001 году была выпущена книга The Way It Was, включающая компакт-диск с неизданными дублями, посвящённая истории создания альбома и фильма.

## Список композиций

### Оригинальная версия (1970)
1. «I Just Can’t Help Believin’»
2. «Twenty Days and Twenty Nights»
3. «How the Web Was Woven»
4. «Patch It Up»
5. «Mary in the Morning»
6. «You Don’t Have to Say You Love Me»
7. «You’ve Lost That Lovin’ Feelin’»
8. «I’ve Lost You»
9. «Just Pretend»
10. «Stranger in the Crowd»
11. «The Next Step Is Love»
12. «Bridge Over Troubled Water»

### Расширенная версия (2000)

#### Диск I: That’s The Way It Is
1. I Just Can’t Help Believin’
2. Twenty Days and Twenty Nights
3. How the Web Was Woven
4. Patch It Up
5. Mary in the Morning
6. You Don’t Have to Say You Love Me
7. You’ve Lost That Lovin’ Feelin’
8. I’ve Lost You
9. Just Pretend
10. Stranger in the Crowd
11. The Next Step Is Love
12. Bridge Over Troubled Water
13. Love Letters
14. When I’m Over You
15. Something (Live)
16. I’ll Never Know
17. Sylvia
18. Cindy Cindy
19. Rags to Riches

#### Диск II: Las Vegas, August 12 1970
1. That’s All Right
2. Mystery Train / Tiger Man
3. Hound Dog
4. Love Me Tender
5. Just Pretend
6. Walk a Mile in My Shoes
7. There Goes My Everything
8. Words
9. Sweet Caroline
10. You’ve Lost That Lovin’ Feelin’
11. Polk Salad Annie
12. Heartbreak Hotel
13. One Night
14. Blue Suede Shoes
15. All Shook Up
16. Little Sister / Get Back
17. I Was the One
18. Love Me
19. Are You Lonesome Tonight?
20. Bridge Over Troubled Water
21. Suspicious Minds
22. Can’t Help Falling in Love

#### Диск III: Live Takes & Rehearsals
1. I Got a Woman
2. I Can’t Stop Loving You
3. Twenty Days and Twenty Nights
4. The Next Step Is Love
5. You Don’t Have to Say You Love Me
6. Stranger in the Crowd
7. Make the World Go Away
8. Don’t Cry Daddy
9. In the Ghetto
10. Peter Gunn Theme
11. That’s All Right
12. Cotton Fields
13. Yesterday
14. I Can’t Stop Loving You
15. Such a Night
16. It’s Now or Never
17. A Fool Such as I
18. Little Sister / Get Back
19. I Washed My Hands in Muddy Waters
20. Johnny B. Goode
21. Mary in the Morning
22. The Wonder of You
23. Santa Claus Is Back in Town
24. Farther Along
25. Oh Happy Day

## Альбомные синглы
- I’ve Lost You / The Next Step Is Love (июль 1970; #32)
- You Don’t Have to Say You Love Me / Patch It Up (октябрь 1970; #11)